# Firletka

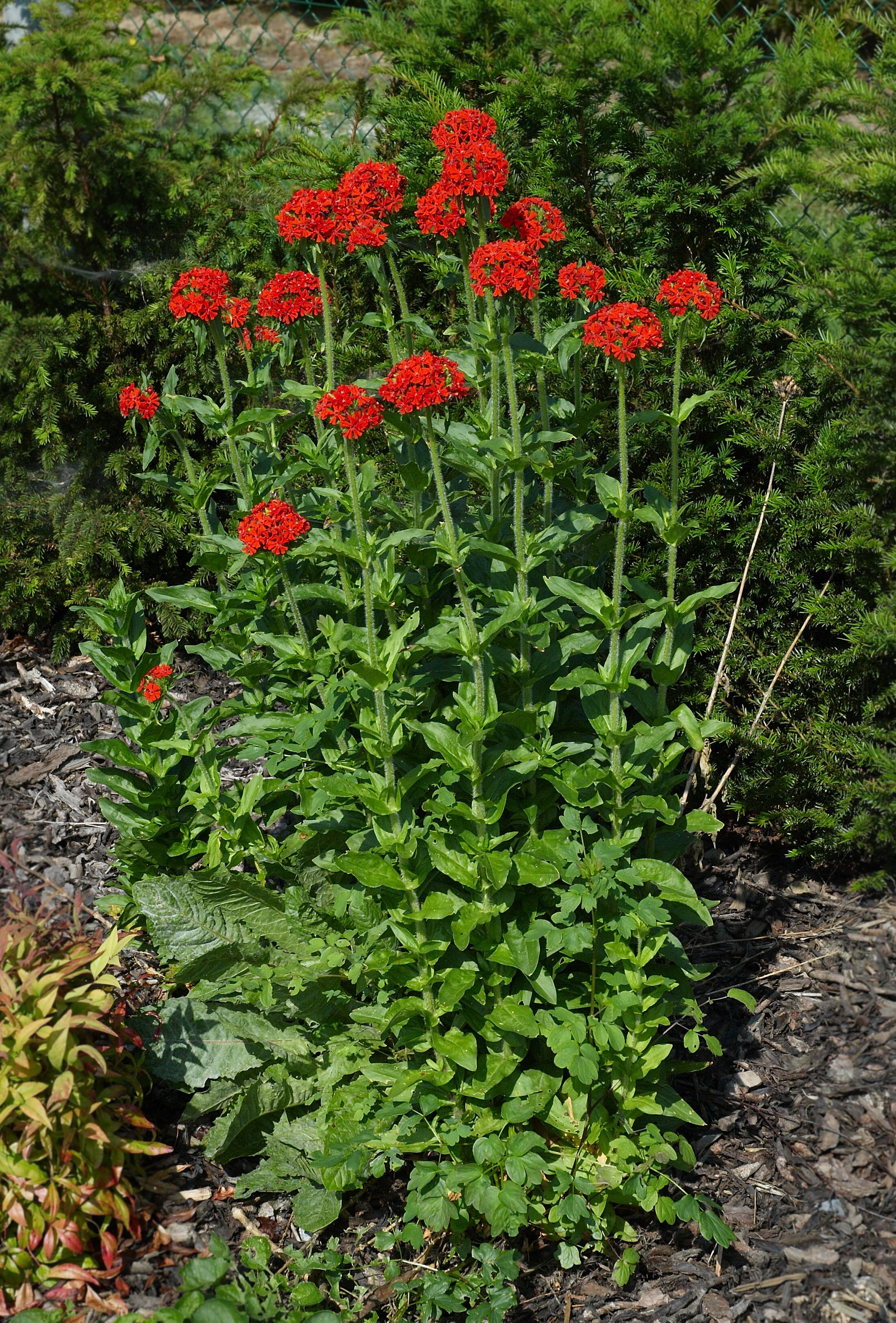
Firletka chalcedońska

Firletka (Lychnis L.) – tradycyjnie wyróżniany do końca XX wieku rodzaj roślin z rodziny goździkowatych, później zwykle ujmowany jako podrodzaj w obrębie rodzaju lepnica Silene subg. Lychnis. Obejmuje ok. 25–30 gatunków. Przedstawiciele tego taksonu występują w strefie umiarkowanej w Europie, Azji oraz w północnej Afryce. W Polsce dziko rośnie jeden gatunek – firletka poszarpana Lychnis flos-cuculi ≡ Silene flos-cuculi.
Niektóre gatunki uprawiane jako rośliny ozdobne ze względu na efektowne kwiaty.

## Morfologia
PokrójZielne rośliny dwuletnie i byliny. Pędy wzniesione.
LiścieNaprzeciwlegle, zrośnięte nasadami, lancetowate, na szczycie zaostrzone.
KwiatyPojedyncze lub skupione w wierzchotkach. Kielich zrosłodziałkowy, wąskodzwonkowaty lub rurkowaty, 10-żyłkowy z 5 ząbkami. Płatki korony w liczbie 5, z długim paznokciem, często powcinane lub głęboko podzielone. Pręcików 10. Zalążnia jednokomorowa z 5 szyjkami słupka. Rodzaj wyróżnia się zwiniętymi w pąku płatkami, bardzo wyraźnym użyłkowaniem kielicha, trwałymi szyjkami słupka.
OwoceWielonasienne torebki o grubych ściankach.

## Systematyka
Rodzaj o problematycznej pozycji taksonomicznej. Wyodrębniony jako osobny rodzaj w systemie Karola Linneusza ze względu na obecność 5 szyjek słupków (u lepnic są trzy). W trakcie XIX wieku linneuszowski koncept rodzaju Lychnis został zastąpiony pięcioma rodzajami: Lychnis s. str., Coronaria, Melandrium, Gastrolychnis i Viscaria. Analizy molekularne wykazały, że Lychnis s. str. z włączeniem Coronaria tworzy klad wspólnie z Uebelinia abyssinica. Klad ten zagnieżdżony jest w obrębie szeroko ujmowanego rodzaju Silene zajmując w nim pozycję bliską bazalnej, przy czym relacja filogenetyczna grupy obejmującej Lychnis z resztą gatunków zaliczanych do Silene s.l. czeka wciąż na uściślenie (2020). Od połowy lat 90. XX wieku gatunki tradycyjnie zaliczane do Lychnis włączane są już zwykle do rodzaju lepnica Silene tworząc w jego obrębie podrodzaj subg. Lychnis.
Podrodzaj Silene subg. Lychnis nie obejmuje wcześniej włączanych tu w niektórych ujęciach gatunków z rodzaju smółka Viscaria i bniec Melandrium, obejmuje zaś gatunki wyodrębniane dawniej jako rodzaj Uebelinia Hochst.
Pozycja według APweb (aktualizowany system APG IV z 2016)
Jako rodzaj Silene należy do podrodziny Caryophylloideae, rodziny goździkowatych (Caryophyllaceae), rzędu goździkowców (Caryophyllales) w obrębie dwuliściennych właściwych.
Pozycja w systemie Reveala (1993–1999)
Gromada okrytonasienne (Magnoliophyta Cronquist), podgromada Magnoliophytina Frohne & U. Jensen ex Reveal, klasa Rosopsida Batsch, podklasa goździkowe (Caryophyllidae Takht.), nadrząd Caryophyllanae Takht., rząd goździkowce (Caryophyllales Perleb), podrząd Caryophyllineae Bessey in C.K. Adams, rodzina goździkowate (Caryophyllaceae Juss.), podrodzina Lychnoideae (Fenzl) A. Juss. in Orb, plemię Lychnideae  Fenzl in Endl., podplemię  Lychnidinae (Rchb.) Kitt. in A., rodzaj firletka (Lychnis L.).
Gatunki dziko rosnące i uprawiane w Polsce
Pierwsza nazwa naukowa według listy krajowej, druga – obowiązująca według bazy taksonomicznej Plants of the World online
- firletka chalcedońska Lychins chalcedonica L. ≡ Silene chalcedonica (L.) E.H.L. Krause – gatunek uprawiany
- firletka Jowisza Lychnis flos-jovis Desr. in Lam. ≡ Silene flos-jovis (L.) Greuter & Burdet – gatunek uprawiany
- firletka kwiecista Lychnis coronaria Desr. in Lam. ≡ Silene coronaria (L.) Clairv. – gatunek uprawiany
- firletka poszarpana Lychnis flos-cuculi L. ≡ Silene flos-cuculi (L.) Greuter & Burdet